# セントクリストファー・ネイビス
- セントクリストファー・ネイビス
- セントクリストファー・ネービス
- セントクリストファー・ネイヴィス
- セントクリストファー・ネーヴィス
- セントキッツ・ネイビス
- セントキッツ・ネービス
- セントキッツ・ネーヴィス
- セントキッツ・ネイヴィス

セントクリストファー・ネイビス連邦
（セントキッツ・ネイビス連邦）
Federation of Saint Christopher and Nevis
(Federation of Saint Kitts and Nevis)

国の標語：Country Above Self
（英語: 私利を超越する国）
国歌：O Land of Beauty!(英語）
おお美しき地

セントクリストファー・ネイビス連邦（セントクリストファー・ネイビスれんぽう）、またはセントキッツ・ネイビス連邦は、西インド諸島の小アンティル諸島内のリーワード諸島にあるセントクリストファー島（セントキッツ島）とネイビス島の2つの島からなる、英連邦王国の一国を形成する立憲君主制連邦国家。島国であり、海を隔てて北西にイギリス領アンギラ、東にアンティグア・バーブーダ、南西にイギリス領モントセラトが存在する。首都はバセテール。
英連邦王国およびイギリス連邦加盟国。面積と人口は共に南北中アメリカにおいて一番小さく、ミニ国家のひとつに数えられる。独立年も一番新しく、2021年現在で英連邦王国の最後の加盟国である。

## 国名
正式名称は Federation of Saint Christopher and Nevis（フェデレイション・オブ・セイント・クリストファー・アンド・ニィヴィス）。しかし現在では Federation of Saint Kitts and Nevis（フェデレイション・オブ・セイント・キッツ・アンド・ニィヴィス）と呼ぶことの方が多くなっている。セントクリストファー・ネイビスの外務省は、どちらも正式名称であるとの立場をとっている。通称は Saint Kitts and Nevis（ 発音）が一般的で、St. Kitts & Nevisと表記されることも多い。
日本語では、セントクリストファー・ネイビスが最も一般的な表記である。だが、外務省が編集協力する『世界の国一覧表 2007年版』（世界の動き社）ではセントキッツ・ネービスと表記されている。文部科学省の教科書検定では、首都名は世界の動き社の『世界の国一覧表』に倣うことと指導されているため、検定教科書（社会科・地理歴史科）や地図帳ではセントキッツ・ネービスと表記されている（ただし『世界の国一覧表』が2007年版を最後に廃刊になったため今後の方針は不明、世界史の教科書ではそれほど検定基準が厳格に運用されてはいない）。ネイビスは、ネビス、ネービス、ネイヴィス、ネーヴィスとも表記されている。更に、日本国外務省は、法令上「セントクリストファー・ネーヴィス」としていたものを、2019年2月12日に閣議決定し、国会に提出した法案で、こちらの方が国民に広く通用しているとの理由から、「セントクリストファー・ネービス」に変更するとした。
ふたつある島の大きい方がセントクリストファー島。クリストファー・コロンブスが自身の名の由来でもある聖クリストフォルスの名をこの島に付けた。その英語形がセイントクリストファーだが、クリストファーという人名の短縮形がキッツなので、セイントキッツとも呼ばれるようになった。島民は Kittian キティシャンと呼ばれる。
小さい方がネイビス島。コロンブスらがこの島を発見した時、島の最高峰の頂上が白雲に覆われている様子を見て山頂に雪が積もっていると勘違いしたことから、スペイン語で雪を意味するニエベス (Nieves) と命名された。その英語形がニィヴィスである。島民は Nevisian ニビシアンと呼ばれている。

## 歴史
- 1493年11月12日 クリストファー・コロンブスらによってセントクリストファー島（セントキッツ島）とネイビス島が「発見」された。
- 1623年 サー・トーマス・ワーナー、セントクリストファー島に到着する。
- 1624年 サー・トーマスがイギリスの入植者一団を連れてセントクリストファー島へ初めて永続的入植をする。
- 1625年 フランスのピエール・ブランもフランスから入植者を引き連れて島に入植。
- 1626年 イギリスとフランスの入植者との関係が悪化。先住民のカリブ族（カリナゴ族）は、セントクリストファー島のブラディー・ポイントでイギリスとフランスの入植者によって大虐殺され、生き残った者は島から追われる。
- 1627年 イギリス人入植者とフランス入植者との条約によりセントクリストファー島の中部がイギリス、北部と南部がフランスと分割される。
- 1628年 セントクリストファー島のイギリス入植者たちがネイビス島へ入植。
- 1629年 スペインがセントクリストファー島へ侵攻するが、すぐに島から去っていった。
- 1664年 この年からイギリスとフランスとの間で島の争奪戦争が起こる。
- 1671年 セントクリストファー島とネイビス島はイギリスの知事下でイギリス領リーワード諸島の一部になり、アンティグア島とモントセラトも加わる。
- 1713年 ユトレヒト条約によりフランス人入植者はイギリス人入植者の領土の主張を認め、セントクリストファー島は完全にイギリス領となる。

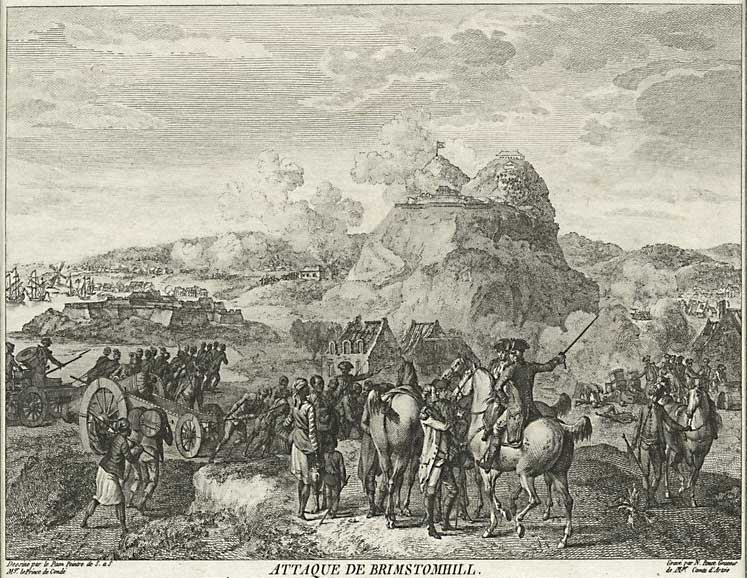
ブリムストーン・ヒル要塞の戦い（1782年）。

- 1782年 フランスが再び島を襲うが、1783年ヴェルサイユ条約によりイギリスへ島を返還。
- 1861年 セントクリストファー島、ネイビス島、アンギラ島と、さらにイギリス領ヴァージン諸島は一つの植民地として1871年まで管理される。
- 1882年 セントクリストファー・ネイビス・アンギラはリーワード諸島連邦内でプレジデンシー (presidency) として確立される。
- 1932年 セントキッツ・ネイビス・アンギラ労働党（SKNLP。現在のセントキッツ・ネイビス労働党）が独立運動を行う。
- 1958年 イギリス領西インド連邦に加盟。
- 1956年 セントクリストファー島とネイビス島とアンギラ島はセントクリストファー＝ネイビス＝アンギラとなり、別々のイギリスの植民地となる。商業と生産を担当していたセントクリストファー＝ネイビス＝アンギラの大臣ロバート・ブラットショーが西インド諸島同盟の会議に当選して、同盟の大蔵大臣になる。
- 1967年 セントクリストファー＝ネイビス＝アンギラとしてイギリス自治領となり、労働党政府のロバート・ブラットショーが初代首相に就任。5月30日、アンギラ政府がこの決め付けに不満を抱きアンギラにいる17人のセントクリストファー警察を島から放り出し、7月12日にアンギラが単独で独立を宣言。
- 1969年 アンギラ島政府がアンギラ共和国の成立を宣言。6月19日、イギリスが2隻の護衛艦を使いアンギラに軍を派兵。イギリスの植民地統治下に復帰。
- 1971年8月6日 島の管理をイギリスに返したアンギラ法がイギリス議会で可決する。
- 1978年 ブラットショー死亡。同僚のC・ポール・サウスウェルが首相になる。
- 1979年5月 サウスウェル死亡。
- 1980年 アンギラが正式にセントクリストファー・ネイビスから分離。
- 1983年 セントクリストファー・ネイビスとしてイギリスから独立。人民行動運動（PAM）のケネディ・シモンズが独立最初の首相に就任。
- 1989年 大型ハリケーン「ヒューゴ」に襲われ、国の主産業であるサトウキビや電力供給に深刻な被害が出る。
- 1993年11月 選挙でシモンズ首相が再任。
- 1995年 SKNLPのデンジル・ダグラスがシモンズを破り首相に就任。
- 1998年 ネイビス島の分離独立を伺う住民投票で、賛成票が61.83%と、分離に必要な2/3にわずかにとどかずネイビス島の分離独立は出来ず。
- 2015年2月 総選挙でPAMが2議席伸ばし、同党と市民有志運動 (CCM)、人民労働党 (PLP) の三党連立政権が成立。PLPのティモシー・ハリス党首が首相に就任。

## 政治
セントクリストファー・ネイビスは立憲君主制（英連邦王国）、議院内閣制をとる立憲国家である。現行憲法は1983年9月19日の独立に伴い施行されたもの。
国家元首は国王だが、英連邦王国のため、イギリスの国王がセントクリストファー・ネイビスの国王を兼ねる。国王の職務を代行する総督は、国王により任命される。政治の実権は行政府たる内閣にあり、その長である首相は国民議会より選出され、総督により任命される。閣僚は首相の指名に基づき、総督が任命する。総督による任命は形式的なものである。
立法府は一院制で、正式名称は国民議会。定数は14議席で、総督の任命枠3議席、直接選挙枠11議席により構成される。直接選挙枠の選挙制度は小選挙区制である。任期は5年。
連邦国家でもあり、ネイビス島には独自の自治政府と議会（一院制、8議席）が設けられている。ネイビス島議会は3議席が総督の任命枠、5議席が直接選挙枠で、選挙制度は中央の議会と同じ小選挙区制である。任期は5年。行政府の長は首相である。
二大政党制であり、中道左派のセントキッツ・ネイビス労働党（SKNLP。セントキッツはセントクリストファーの別名。セントキッツを用いるのが正式な党名）と中道の人民行動運動（PAM）の力が強い。ネイビス島でも別の政党による二大政党制が確立しており、市民有志運動（CCM）とネイビス改革党（NRP）が力を持っている。CCMとNRPはネイビス島の地域政党ながら、中央の議会選挙にも参加している。
セントクリストファー・ネイビスは中華民国（台湾）を承認している。
加盟している地域機関
- カリブ諸国連合 (ACS)
- カリブ共同体 (CARICOM)
- ラテンアメリカ・カリブ諸国共同体 (CELAC)
- 東カリブ諸国機構 (OECS) - 東カリブドルを発行

## 軍事
セントクリストファー・ネイビスの武装組織としては、セントクリストファー・ネイビス国防軍とロイヤル・セントクリストファー・ネイビス警察隊の二つが存在している。
1983年、地域安全保障システムに加盟した。

## 地方行政区分

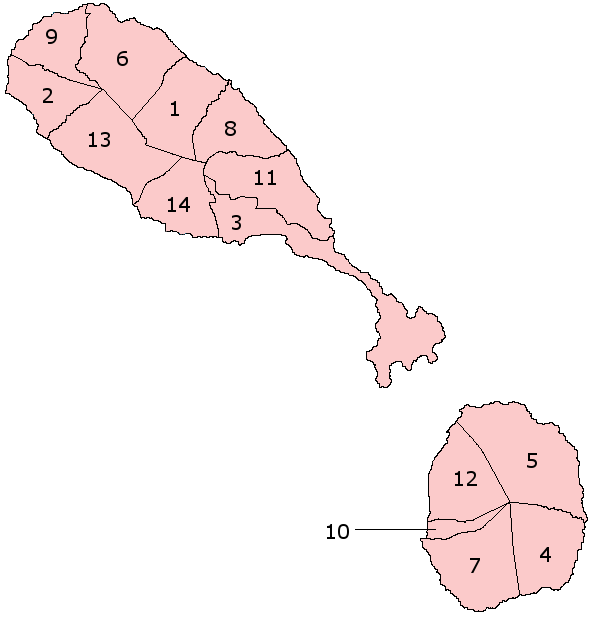
セントクリストファー・ネイビスの行政教区

セントクリストファー・ネイビスはセントクリストファー島とネイビス島の2島から成る連邦国家である。ただしセントクリストファー島は連邦政府の直轄下にあることから、連邦政府とネイビス政府の連合という変則的な形をとっている。ネイビス政府は自治権を持っており、独自の議会を持つ。
各島は行政教区(parish)に分かれている。合計は14教区で、内訳はセントクリストファー島は9教区、ネイビス島は5教区である。行政教区には行政機能はなく、政府が用いる行政上の区画である。
1. クライストチャーチ・ニコラタウン教区（Christ Church Nichola Town）
2. セントアン・サンディポイント教区（Saint Anne Sandy Point）
3. セントジョージ・バセテール教区（Saint George Basseterre）
4. セントジョージ・ジンジャーランド教区（Saint George Gingerland）
5. セントジェームズ・ウィンドワード教区（Saint James Windward）
6. セントジョン・カピステール教区（Saint John Capisterre）
7. セントジョン・フィグツリー教区（Saint John Figtree）
8. セントメアリー・ケイオン教区（Saint Mary Cayon）
9. セントポール・カピステール教区（Saint Paul Capisterre）
10. セントポール・チャールズタウン教区（Saint Paul Charlestown）
11. セントピーター・バセテール教区（Saint Peter Basseterre）
12. セントトーマス・ローランド教区（Saint Thomas Lowland）
13. セントトーマス・ミドルアイランド教区（Saint Thomas Middle Island）
14. トリニティ・パルメットポイント教区（Trinity Palmett Point）

2つの教区に使われているカピステール（Capisterre）は言語変化によるもので、元のフランス語に則ったカペステール（Capesterre）と呼称されることがある。

## 地理

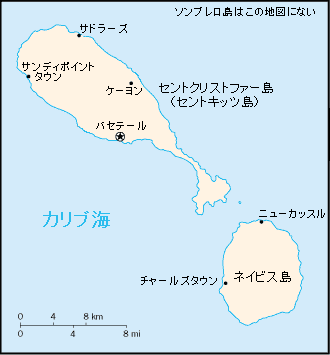
セントクリストファー・ネイビスの地図
図中の「ソンブレロ島」はアンギラ領。

北リーワード諸島に位置している。面積168km2のセントクリストファー島と面積94km2のネイビス島からなり、幅3kmのナローズ海峡が両島を分断している。両島の間にはブービー島と言う直径100mたらずの小さな岩の島がある。セントクリストファー島は火山島で、標高1156mの休火山リアムイガ山（ミゼリー山）がある。島の最南端の半島にグレート・ソルト池（Great Salt Pond）と言う湖に近い大きな池がある。山がちな島だが、島の南部はとりわけ平地が多く、人口も集中している。半島には白浜の海岸も多い。山がちな島の北部は火山性の黒浜の海岸が多い。姉妹島のネイビス島も火山島で標高985mの休火山ネイビス山があり、島の周囲は珊瑚礁が多い。両島ともほとんど、サトウキビ畑に開墾されているが、うっそうと繁った鮮かで緑豊かな熱帯雨林など豊かな自然も残っている。また17世紀にイギリス人入植者がペットとしてアフリカから持ち込んで野生化したミドリザルがセントクリストファー島に生息している。
気候は熱帯海洋性で気温が高く、セントクリストファー島は熱帯サバナ気候で、ネイビス島は熱帯モンスーン気候である。平均気温は26℃、最高は30℃～32℃、最低は20℃～21℃。首都バセテールの平均気温は23.9℃～26.6℃程度である。リアムイガ山とネイビス島のネイビス山の山岳地帯の気温は、16℃～17℃程度だか、降水量は低地よりも多く降る。月の年間降水量は2400mm程度であるが、セントクリストファー島の南半島部では700mm前後程度である。貿易風が吹き、夏は適度に雨が降る典型的なカリブ海気候である。

### 交通
道路は約300キロメートルで、セントクリストファー島の道路はほとんどが海岸線に沿って走っている。鉄道も走っており、58キロメートルの路線がセントクリストファー島にある。サトウキビを運ぶ為に建設されたが、現在はセントクリストファー（セントキッツ）観光鉄道として観光用の列車が利用している。フェリーの定期便がセントクリストファー島とネイビス島、2島を結んでいる。
空港はセントクリストファー島に国際線とネイビス島に国内線がある。
- ロバート・L・ブラッドショー国際空港（別名ゴールデン・ロック国際空港） - セントクリストファー島にある。
- バーンス・W・アモリー国際空港 - ネイビス島にある。

## 経済

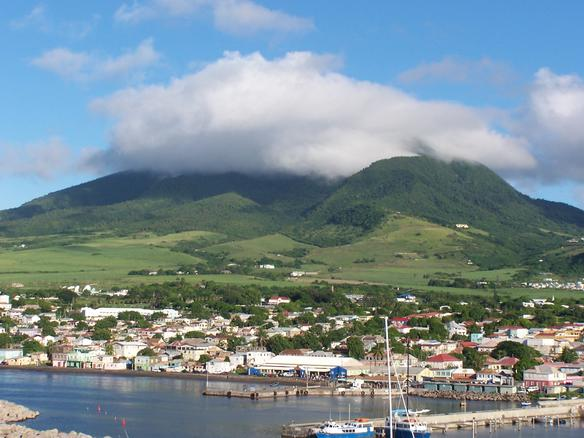
首都バセテール

伝統的に砂糖を中心とした農業島国だったが、2005年7月をもって生産を停止。現在は観光が主要産業となっている。これは砂糖産業が奴隷制度の象徴であることに加え、1980年代からすでに利益が出なくなっていたためである。サトウキビの生産量は2002年時点で19万トン、砂糖の生産量は同1.9万トン。いずれも農業、工業生産物として最も生産量が多かった。
電気機械の組み立てが産業として確立しているため、輸出に占める電気機械の比率は2001年時点では62.9%に達した。対して砂糖は21.0%だった。主な輸出相手国はアメリカ合衆国で、71.5%を占める。
東カリブ・ドルを発行する東カリブ中央銀行は、この国の首都バセテールに置かれている。
国土が小さい島々で構成されることから持続可能な開発が難しく、小島嶼開発途上国のひとつに数えられる。大きな産業がないため、所得税や相続税などを優遇して海外からの投資家や資金を呼び込む手法が採られタックス・ヘイヴンの一つとされてきた。

### 投資による市民権の取得
セントクリストファー・ネイビスは1984年に世界で初めて、外国人がその国に一定額以上の投資をすることで市民権（パスポート）を取得できる市民権ビジネス（CBI:Citizenship by Investment）を制度化した国である。セントクリストファー・ネイビスのパスポートがあれば欧州連合（EU）加盟国含む130カ国以上へのビザ無し渡航が可能となるため、ビザ無し渡航可能国が少ないパスポートを持つ国の出身者にとって、魅力的な選択肢となる。他のカリブ海諸国も同様にCBI制度を導入しており、重要な外貨獲得源となっている。

## 国民
住民は、アラワク族、カリブ族（カリナゴ族）らが入植していたが、ついで白人が入植し、現在は奴隷の末裔であるアフリカ系黒人がほとんどで白人は少数である。しかし、奴隷として連れて来られた当初と比べると、かなり混血（ムラート）が進んでいる。
言語は、英語が公用語であり、かつ最も使われている。
宗教は、聖公会、ローマ・カトリック、救世軍など。

## 文化

### スポーツ
セントクリストファー・ネイビスではサッカーが圧倒的に1番人気のスポーツとなっており、1932年にサッカーリーグのSKNFAプレミアリーグが創設された。サッカーセントクリストファー・ネイビス代表は、FIFAワールドカップおよびCONCACAFゴールドカップには未出場である。しかしカリビアンカップには5度出場しており、1997年大会では準優勝に輝いている。
クリケットも人気スポーツの一つである。テスト・クリケットに出場するトップ選手は、他のカリブ海諸国などとの多国籍チームである西インド諸島代表として国際試合を行っている。2013年にカリブ海地域の6カ国が連合になったトゥエンティ20形式のプロリーグであるカリビアン・プレミアリーグが開幕し、セントクリストファー・ネイビス・ペイトリオッツが参加している。

### 温泉文化
ネイビス島には豊富な温泉源と鉱泉源があり、18世紀以来カリブの温泉地として有名で、1778年に建てられた『バース・ホテル&スプリング・ハウス』と言うカリブで最も古い温泉のリゾートホテルがある。

### 世界遺産

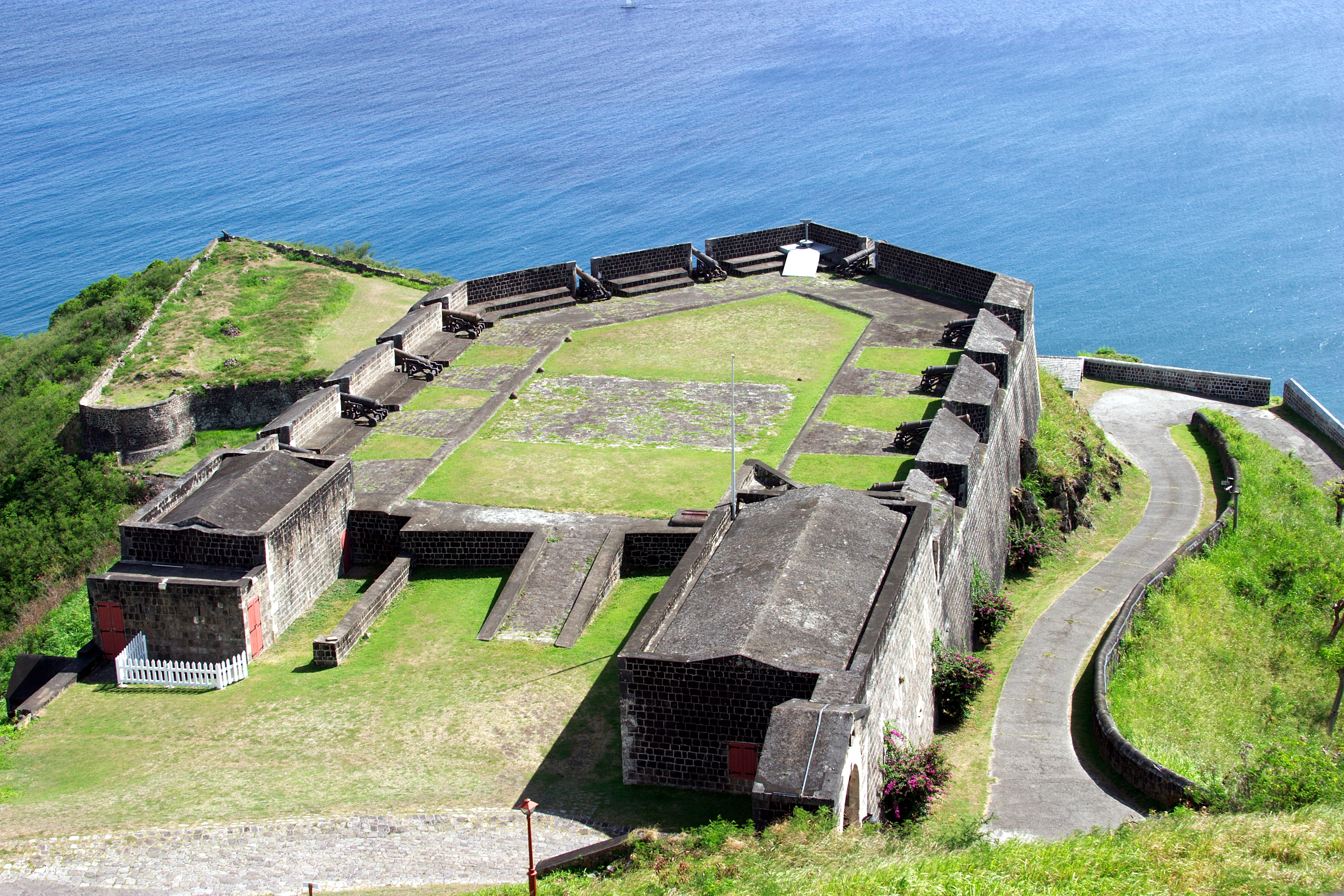
ブリムストーン・ヒル要塞国立公園

セントクリストファー・ネイビスには、ユネスコの文化遺産に登録されている『ブリムストーン・ヒル要塞国立公園』がある。

## 出身者
- アレクサンダー・ハミルトン - 政治家、哲学者
- キース・ガンブス - 元サッカー選手
- キム・コリンズ - 陸上競技選手